# Угрюм-река (фильм)
«Угрюм-река» — советский четырёхсерийный художественный фильм, поставленный на Свердловской киностудии в 1968 году режиссёром Ярополком Лапшиным. Фильм является экранизацией одноимённого романа Вячеслава Шишкова. Премьерный показ по Первой программе ЦТ состоялся 15, 19, 20 и 24 апреля 1969 года. Несмотря на большой хронометраж, фильм хорошо прошёл и в кинопрокате: при тираже 970 копий посещаемость составила по 15,5 млн. зрителей на серию.

## Краткое содержание
Действия разворачиваются в конце XIX — начале XX века вокруг семьи Громовых. Дед главного героя фильма, Данила Громов занимался разбоем и на этом разбогател. Умирая, он передал деньги своему сыну, открыв их происхождение. Сын Пётр Громов вложил деньги в предпринимательство и воспитал в своём сыне Прохоре (главном герое фильма) достойного наследника. Прохор Громов оказался человеком целеустремлённым, с сильным характером, что привело его к вершине богатства и власти в сибирском крае. Однако зло, содеянное Данилой, казалось, преследует всю семью во всех поколениях. Несчастья в семье Громовых случаются одно за другим. Прохор, первоначально человек честный и нравственный, вязнет в болоте зла. Не в состоянии выдержать эмоциональных потрясений и напряжённого труда, Прохор в итоге сходит с ума и бросается со скалы в реку.

## В ролях
- Георгий Епифанцев — Прохор Петрович Громов
- Виктор Чекмарёв — Пётр Данилыч, отец Прохора
- Афанасий Кочетков — дед Данила
- Валентина Владимирова — Марья Кирилловна, мать Прохора
- Людмила Чурсина — Анфиса Петровна Козырева
- Павел Махотин — Андрей Андреевич Протасов, инженер
- Валентина Иванова — Нина, жена Прохора
- Владимир Емельянов — Яков Назарович Куприянов, отец Нины
- Зинаида Невоструева — Домна Ивановна, мать Нины
- Гиви Тохадзе — Ибрагим-оглы
- Александр Демьяненко — Илья Сохатых, приказчик
- Валентина Телегина — Варвара, кухарка
- Евгений Весник — Фёдор Степанович Амбреев, пристав
- Иван Рыжов — отец Ипат
- Даниил Нетребин — Константин Фарков
- Юрий Медведев — Иннокентий Филатыч Груздев
- Нонна Тен — Синильга, тунгуска-шаманка
- Николай Бадьев — Федотыч
- Анатолий Торопов — Шапошников, ссыльный
- Валентина Савельева[источник не указан 1278 дней] — Клюка
- Владимир Балашов — следователь
- Валерий Чумичев — Пантелеймон Рощин, учитель
- Анатолий Соловьёв — Филька Шкворень (роль озвучил Евгений Весник)
- Виктор Щеглов — фон Пфеффер, ротмистр

В главной роли Прохора Громова начинал сниматься актёр Владимир Гусев, но из-за полученного им перелома ноги и вынужденного простоя режиссёр отдал роль Епифанцеву.

## В эпизодах
- Лариса Архипова — Татьяна
- Валентин Донгузашвили — купец Оганес Агабабыч
- Константин Максимов — эпизод
- Иван Олигин — эпизод
- М. Синицын — эпизод
- Л. Фатхуллин — эпизод
- Т. Вафин — эпизод
- Павел Федосеев — почтовый работник
- Анатолий Бугреев — эпизод
- Сергей Голованов — судья
- Виктор Кузнецов — прокурор
- Игорь Белозёров — управляющий
- Нина Веселовская — баронесса Замойская
- Георгий Георгиу — мистер Кук, инженер-американец
- Григорий Гецов — доктор
- Вацлав Дворжецкий — дед Яшка в бараке (в 4-й серии)
- Владимир Маренков — Пётр, рабочий из комитета
- Пётр Огородников — эпизод
- Владимир Пицек — министерский сановник
- В. Попов — эпизод
- Леонид Реутов (в титрах А. Реутов) — эпизод
- Б. Рогозин — эпизод
- Михаил Семенихин — комитетчик
- Тамара Сухонос — эпизод
- Виктор Колпаков — дьякон Ферапонт (в титрах не указан)
- Никита Третьяков — эпизод (в титрах не указан)

## Съёмочная группа
- Сценарий Валентина Селиванова, Ярополка Лапшина
- Режиссёр-постановщик — Ярополк Лапшин
- Оператор — Василий Кирбижеков
- Художник — Юрий Истратов
- Композитор — Юрий Левитин
- Директор картины — С. Истратов

## Награды
- Диплом «За многосерийную экранизацию» — Ярополк Лапшин, 1969 год, ВТФ
- Государственная премия РСФСР имени Братьев Васильевых (1970, актрисе Людмиле Чурсиной за роли в фильмах «Виринея», «Журавушка», «Угрюм-река»).

## Оценки фильма
Культуролог Н. Кириллова отмечала в экранизации «броскую, чистую графику» и то, что «страна влюбилась в этот фильм сразу, благодаря не только знакомому сюжету, но прежде всего — ярким актёрским работам». Она оценивала фильм следующим образом: «Здесь есть колоритные картины купеческого быта, снятые по-лапшински, с размахом, любовная и детективная интрига, но главное — яркие образы-характеры: Прохор и Петр Громовы, Анфиса Козырева, кавказец Ибрагим-оглы, конторщик Илья Сохатых. Режиссёр собрал в фильме сильный актёрский состав: Г. Епифанцев, Л. Чурсина, И. Рыжов, А. Кочетков, Г. Тохадзе, А. Демьяненко и др.».